# Carta straccia (romanzo)
Carta straccia (Papel mojado) è un romanzo del 1983 di Juan José Millás.
La prima edizione italiana è stata pubblicata nel 2012 da Passigli Editori.
Emergono in questa opera molti degli ingredienti tradizionali del romanzo poliziesco, del "romanzo nero", tra i quali:
- il tono cinico;
- la violenza come elemento che non sorprende;
- l'ingegno e l'agilità nei dialoghi;
- l'erotismo;
- il linguaggio colloquiale;
- la spiegazione finale dei fatti;
- la non evoluzione di vita del protagonista.

Però Papel mojado è molto di più  di un romanzo poliziesco in senso stretto.
In primo luogo all'accentuare la tendenza, già generalizzata nella narrativa poliziesca attuale, si produce un salto qualitativo che assegna al romanzo una dimensione maggiore, molto vicina a quella delle narrazioni in cui la letteratura si riflette in essa e il cui maggiore rappresentante è Jorge Luis Borges.
In secondo luogo è una riflessione implicita e esplicita sul tipo di materiale con il quale una determinata generazione (quella degli anni 50-60) sostenne la propria scala di valori e i propri modi di comportamento. Da questo punto di vista coincide con Vázquez Montalbán.
Infine si possono staccare una serie di proposizioni che permettono di sistematizzare la teoria dell'autore sopra alcuni motivi che inducono la creazione letteraria.

## La struttura
Caratteristiche principali sono: la coerenza interna e il rigore con il quale sono assemblati tutti i pezzi; talenti narrativi che la critica riconosce a questo grande autore.
In questa opera i materiali narrativi si distribuiscono con una certa precisione matematica.
Si tratta di un libro composto da 16 capitoli, di cui la maggior parte si sviluppano in 9 pagine. Verso il finale giungono alla concentrazione di 7,4 pagine nel momento del climax per poi giungere ulteriormente a 9 nel capitolo finale o "anticlimax".
Evidentemente tali coincidenze non sono una mera casualità , ma un sintomo chiaro della chiara capacità di narrare.
La struttura globalmente risponde a uno sviluppo cronologico lineare dove il narratore giustifica l'elaborazione del suo racconto. In definitiva presenta un finale "circolare".

## Lo stile
Anche se di forma sintetica si devono prendere in considerazione alcuni aspetti rilevanti:
-La molteplicità dei registri;si passerà costantemente da un registro ad un altro;dal parodico allo "stracciato"; dall'humor al tono tragico; dal sarcasmo al melodramma;dal lirico al crudele;dall'ironia alla fredda distanza fotografica.
-Il linguaggio:sono presenti sostantivi provenienti dal mucchio filosofico(Spinoza , esistenzialismo soprattutto), aggettivazioni di tono morale, comparazioni che ci riportano al mondo minerale e animale, apparizioni di fugaci immagini surrealiste ecc.
-Il dialogo:en Papel mojado il dialogo lo invade tutto e si converte nel supporto primordiale del racconto. Nella linea di brillantezza e agilità emergono i suoi dialoghi caratterizzati dalla loro naturalità.
-I componenti riflessivi:la presenza distaccata di un corpo"riflessivo" che si muove tra la morale e la logica  è una costante nell'opera narrativa di Juan Josè Millás. Questo "corpo" riflessivo accompagna e commenta al lettore i fatti che si presentano; pero la sua presenza non interferisce ciò che potremmo denominare "libertà di giudizio del lettore".

## I personaggi
Nessuno dubiterà per un istante che il personaggio egemonico del testo è paradossalmente colui che dalle prime pagine acquista la condizione di morto: Luis Mary.
Nonostante ciò, si deve osservare che nel racconto non funge da presenza individuale. Le relazioni tra Luis Mary e Manolo G. Urbina saranno il protagonista reale del romanzo. L'amore/odio verso Luis Mary è la chiave di tutta la volta narrativa.
La spiegazione finale per la quale Luis Mary passa da morto a proprietario e creatore del romanzo reinverte il processo di "vampirizzazione", ciò che emerge è che Manolog si appropriava della personalità di Luis Mary, cioè lo "vampirizza" , però una volta che il lettore sa che l'autore del romanzo è "in realtà" Luis Mary necessariamente deve interpretare che le relazioni parassitarie si sono scambiate.
Carolina e Teresa non si pongono narrativamente sullo stesso piano di rilevanza degli altri . Teresa, in realtà, compie un semplice ruolo passivo di appoggio e replica a Manolo G. Urbina , mentre Carolina è dotata di una maggiore autonomia narrativa.
L'ispettore Costantino Cardenas è introdotto nel racconto con una certa gradualità. Dall'essere un semplice nome si convertirà in un personaggio egemonico e centrale dei capitoli finali.
Il resto dei personaggi secondari: Menendez Cuet, Fernando, Campuzano acquistano nel romanzo corpo, presenza e funzione con una apparente facilità.